# Wakolda
Wakolda is een Argentijnse film uit 2013, geregisseerd door Lucía Puenzo.

## Verhaal
In 1960 verhuist de Duitse arts Josef Mengele, onder valse identiteit, naar een hotel in Patagonië dat wordt beheerd door Eva en haar man Enzo, en raakt daar geïnteresseerd in hun dochter Lilith. Na het vertrouwen van de familie te hebben gewonnen, vindt Mengele een hernieuwde interesse in menselijk genetisch onderzoek.

## Rolverdeling
| Acteur            | Personage                     |
| ----------------- | ----------------------------- |
| Àlex Brendemühl   | Josef Mengele / Helmut Gregor |
| Florencia Bado    | Lilith                        |
| Diego Peretti     | Enzo                          |
| Natalia Oreiro    | Eva                           |
| Elena Roger       | Nora Eldoc                    |
| Guillermo Pfening | Klaus                         |
| Alan Daicz        | Tomás                         |
| Ana Pauls         | Nurse                         |
| Abril Braunstein  | Ailín                         |
| Juani Martínez    | Otto                          |

## Ontvangst

### Recensies
Op Rotten Tomatoes geeft 75% van de 63 recensenten de film een positieve recensie, met een gemiddelde score van 6,5/10. De film kreeg het label "certified fresh" (gegarandeerd vers).  Website Metacritic komt tot een score van 62/100, gebaseerd op 18 recensies, wat staat voor "generally favorable reviews" (over het algemeen gunstige recensies).

### Prijzen en nominaties
De film won 19 prijzen en werd voor 22 andere genomineerd. Een selectie:
| Jaar | Evenement                      | Categorie                    | Genomineerde                                  | Resultaat   |
| ---- | ------------------------------ | ---------------------------- | --------------------------------------------- | ----------- |
| 2013 | Cannes (66ste editie)          | Prix Un certain regard       | Wakolda                                       | Genomineerd |
| 2013 | Premio Sur (8ste editie)       | Beste film                   | Wakolda                                       | Gewonnen    |
| 2013 | Premio Sur (8ste editie)       | Beste regisseur              | Lucía Puenzo                                  | Gewonnen    |
| 2013 | Premio Sur (8ste editie)       | Beste acteur                 | Alex Brendemühl                               | Gewonnen    |
| 2013 | Premio Sur (8ste editie)       | Beste actrice                | Natalia Oreiro                                | Genomineerd |
| 2013 | Premio Sur (8ste editie)       | Beste mannelijke bijrol      | Guillermo Pfening                             | Gewonnen    |
| 2013 | Premio Sur (8ste editie)       | Beste vrouwelijke bijrol     | Elena Roger                                   | Gewonnen    |
| 2013 | Premio Sur (8ste editie)       | Beste debuterend acteur      | Juan I. Martínez                              | Genomineerd |
| 2013 | Premio Sur (8ste editie)       | Beste debuterend actrice     | Florencia Bado                                | Gewonnen    |
| 2013 | Premio Sur (8ste editie)       | Beste bewerkt scenario       | Lucía Puenzo                                  | Genomineerd |
| 2013 | Premio Sur (8ste editie)       | Beste camerawerk             | Nicolás Puenzo                                | Genomineerd |
| 2013 | Premio Sur (8ste editie)       | Beste montage                | Hugo Primero                                  | Gewonnen    |
| 2013 | Premio Sur (8ste editie)       | Beste artdirector            | Marcelo Chaves                                | Gewonnen    |
| 2013 | Premio Sur (8ste editie)       | Beste kostuums               | Beatriz De Benedetto                          | Gewonnen    |
| 2013 | Premio Sur (8ste editie)       | Beste make-up                | Alberto Moccia                                | Gewonnen    |
| 2013 | Premio Sur (8ste editie)       | Beste geluid                 | Fernando Soldevila                            | Genomineerd |
| 2013 | Premio Sur (8ste editie)       | Beste filmmuziek             | Daniel Tarrab, Andrés Goldstein, Laura Zisman | Genomineerd |
| 2014 | Premios Goya (28ste editie)    | Beste Ibero-Amerikaanse film | Wakolda                                       | Genomineerd |
| 2014 | Cóndor de Plata (62ste editie) | Beste film                   | Wakolda                                       | Gewonnen    |
| 2014 | Cóndor de Plata (62ste editie) | Beste regisseur              | Lucía Puenzo                                  | Gewonnen    |
| 2014 | Cóndor de Plata (62ste editie) | Beste acteur                 | Alex Brendemühl                               | Genomineerd |
| 2014 | Cóndor de Plata (62ste editie) | Beste actrice                | Natalia Oreiro                                | Gewonnen    |
| 2014 | Cóndor de Plata (62ste editie) | Beste mannelijke bijrol      | Guillermo Pfening                             | Gewonnen    |
| 2014 | Cóndor de Plata (62ste editie) | Beste vrouwelijke bijrol     | Elena Roger                                   | Genomineerd |
| 2014 | Cóndor de Plata (62ste editie) | Beste bewerkt scenario       | Lucía Puenzo                                  | Gewonnen    |
| 2014 | Cóndor de Plata (62ste editie) | Beste geluid                 | Fernando Soldevila                            | Genomineerd |
| 2014 | Cóndor de Plata (62ste editie) | Beste filmmuziek             | Daniel Tarrab, Andrés Goldstein               | Genomineerd |